# 田代健一
田代 健一（たしろ けんいち、1950年 - ）は、日本の実業家。1969年関東学院大学経済学部経営学科入学。大学時代の部活動は関東学院ESSクラブ所属。鎌倉駅前で外国人観光客に対し無料英語観光案内を部活動として行なった経験を持つ。大学3年次に日本航空パイロット訓練生（大学2年教養課程修了者対象試験）を受けるも不合格。1973年関東学院大学経済学部経営学科卒。1973年帝国ホテル入社。帝国ホテル入社後茶室で茶道を学んだ。1990年帝国ホテル初の海外リゾートとなる「ホテル・インペリアル・バリ」開業総支配人となる。その後帝国ホテル統括総支配人に就任し、定年退職したのち2017年現在は帝国ホテル特別社員兼迎賓館赤坂離宮支配人となる。スペインの国王フェリペ6世やイギリスのメイ首相など、国賓や公賓の接遇にあたる。